# Chaenothecopsis consociata
Chaenothecopsis consociata är en lavart som först beskrevs av Nádv., och fick sitt nu gällande namn av A. F. W. Schmidt. Chaenothecopsis consociata ingår i släktet Chaenothecopsis och familjen Mycocaliciaceae.  Arten är reproducerande i Sverige. Inga underarter finns listade i Catalogue of Life.